# Pecinișca, Caraș-Severin
Pecinișca este o localitate componentă a orașului Băile Herculane din județul Caraș-Severin, Banat, România.

## Istoric
Prima sa mențiune este scrisă de la 1540.
În 1773 a aparținut de Mehadia, în perioada Regimentului de Gardă a Banatului românesc de frontieră.
În 1880 au fost 578 de locuitori.
În 1910 au fost 702 de locuitori.
Până în 1919 a aparținut de Ungaria, mai exact Departamentul Krasso-Szoreny. Administrativ face parte din Băile Herculane din 1972.
În 1992 au fost 642 de locuitori.
În 2002 au fost 623 de locuitori.
Locuitorii au participat la dezvoltarea stațiunii internaționale naturale Băile Herculane. Ei au fost primii producători de vin, de lapte,de fructe, legume, flori, păsări de curte și miere de albine vândute oaspeților

## Legături externe

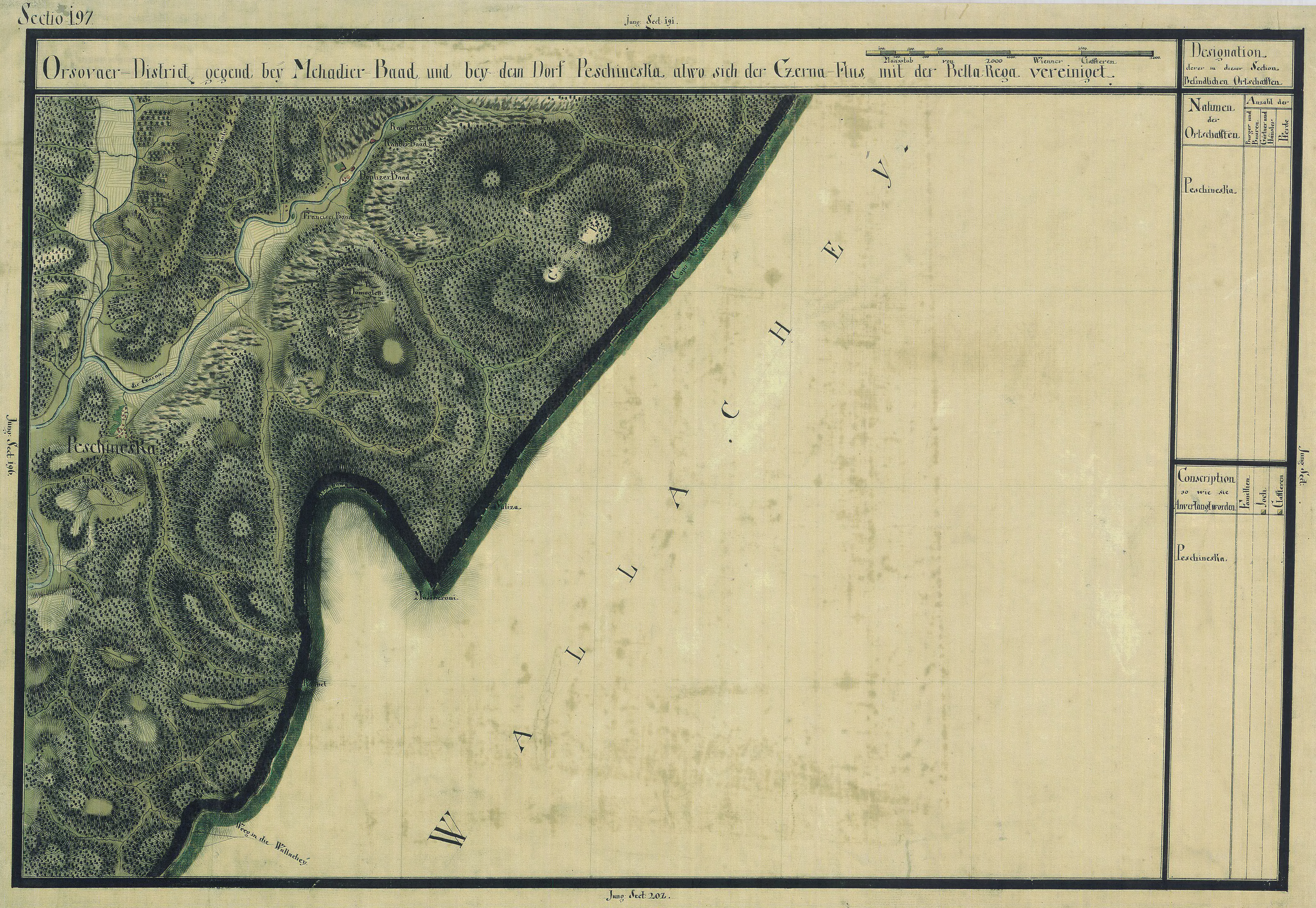
Pecinișca în Harta Iosefină a Banatului, 1769-72

## Atracții
- Peștera Ungurului
- Canionul Pecinișca